# 張晉城
張晉城（1949年3月5日—），中華民國政治人物，曾代表民主進步黨任職第三屆立法委員以及第二屆國民大會代表，屬於正義連線（扁系）成員。張晉城因在第三屆立法院長選舉中跑票而廣為人知，於卸任第三屆立委後旋即淡出政壇，現於苗栗縣獅潭鄉經營民宿「八角居所」。 

## 生平
張晉城早年留學英國，後擔任執業律師，1991年參選第二屆國大代表選舉當選、1995年參選第三屆立法委員選舉當選。
1996年二月政改中，民進黨與新黨達成共識，加上五名國民黨籍原住民立委的支持，共推時任民進黨主席施明德競選立法院院長。然則，張晉城在第一輪投票在選票上簽名，導致其投給施明德的選票成為廢票，令施明德與尋求連任的立法院長劉松藩打成平手（80：80）。
進入第二輪投票時，劉松藩獲82票，施明德獲81票，張晉城廢票1票，施明德以一票之差落選。而張晉城則自稱，第二輪投票雖然未公開亮票，但他確實投給施明德，且曾應黨團要求把選票亮給總召集人張俊宏看。是次跑票事件，政圈普遍認為是陳水扁授意促成，因陳水扁有意參與2000年總統選舉，若施明德在此役中壯大，將成為陳水扁更上層樓的重大阻礙。
張晉城於事後遭大量民進黨支持者指責，使其宣布退出民進黨立法院黨團，並退黨以示負責，之後仍被民進黨開除黨籍。其後，他加入全國民主非政黨聯盟，某次代表廖學廣參加朝野協商期間，在立院會場中被羅福助掐住脖子並持續謾罵廿分鐘。事後，廖學廣不願與羅福助同處一個聯盟而退出，並與民進黨立委共同呼籲抵制羅福助，結果引發廖學廣後來遭報復，被綁架關進狗籠的著名事件。
張晉城在結束立委任期後隨即淡出政壇，並與妻子四處旅遊。2013年，他與妻子入住獅潭鄉八角坑的莊園「八角居所」，因對莊園環境深深著迷，因而向原園主購入莊園接手經營。

## 政策立場
- 1998年5月31日，朝野為了是否刪除對環境衝擊至鉅的淡水河環河快速道路（淡水環快）預算而全面動員表決時，張晉城支持國民黨、投下反對票。

## 選舉紀錄
| 年度 | 選舉屆數               | 選舉區           | 所屬政黨   | 得票數 | 得票率 | 當選標記 | 備註 |
| ---- | ---------------------- | ---------------- | ---------- | ------ | ------ | -------- | ---- |
| 1991 | 第二屆國民大會代表選舉 | 臺北市第二選舉區 | 民主進步黨 | 28,855 | 11.10% |          |      |
| 1995 | 第三屆立法委員選舉     | 臺北市第一選舉區 | 民主進步黨 | 34,845 | 5.78%  |          |      |